# Daniel Rivas
Leonardo Daniel Rivas Conge (Paraguarí, 6 dicembre 2001) è un calciatore paraguaiano, difensore dell'AVS.

## Caratteristiche tecniche
È un terzino sinistro.

## Carriera

### Club
Rivas è cresciuto nel settore giovanile del Cerro Porteño, dove ha debuttato il 13 luglio 2019 nell'incontro di División Profesional vinto 2-0 contro il Dep. Santaní. Ha segnato il suo primo gol il 29 aprile 2023, nel successo per 2-0 sul Guaireña.
Nel 2024 è passato in prestito al Nacional, dove ha trascorso una stagione da titolare. Rientrato brevemente al Cerro Porteño, il 25 luglio 2025 è stato acquistato a titolo definitivo dall'AVS.

### Nazionale
Ha giocato nella nazionale paraguaiana Under-23.

## Statistiche

### Presenze e reti nei club
Statistiche aggiornate al 19 luglio 2024.
| Stagione             | Squadra              | Campionato           | Campionato | Campionato | Coppe nazionali | Coppe nazionali | Coppe nazionali | Coppe continentali | Coppe continentali | Coppe continentali | Altre coppe | Altre coppe | Altre coppe | Totale | Totale | Totale |
| Stagione             | Squadra              | Comp                 | Pres       | Reti       | Comp            | Pres            | Reti            | Comp               | Pres               | Reti               | Comp        | Pres        | Reti        | Pres   | Reti   |        |
| -------------------- | -------------------- | -------------------- | ---------- | ---------- | --------------- | --------------- | --------------- | ------------------ | ------------------ | ------------------ | ----------- | ----------- | ----------- | ------ | ------ | ------ |
| 2019                 | Cerro Porteño        | PD                   | 7          | 0          | CP              | 0               | 0               | CL                 | 0                  | 0                  |             | -           | -           | 7      | 0      |        |
| 2020                 | Cerro Porteño        | PD                   | 3          | 0          | CP              | 0               | 0               |                    | -                  | -                  |             | -           | -           | 3      | 0      |        |
| 2021                 | Cerro Porteño        | PD                   | 9          | 0          | CP              | 0               | 0               | CL                 | 0                  | 0                  | SP          | 1           | 0           | 10     | 0      |        |
| 2022                 | Cerro Porteño        | PD                   | 15         | 0          | CP              | 0               | 0               | CL                 | 6                  | 0                  |             | -           | -           | 21     | 0      |        |
| 2023                 | Cerro Porteño        | PD                   | 15         | 1          | CP              | 0               | 0               | CL                 | 5                  | 0                  |             | -           | -           | 20     | 1      |        |
| 2024                 | Nacional             | PD                   | 29         | 1          | CP              | 0               | 0               | CL+CS              | 5+6                | 0+1                |             | -           | -           | 40     | 2      |        |
| 2025                 | Cerro Porteño        | PD                   | 6          | 0          | CP              | 0               | 0               | CL                 | 3                  | 0                  | -           | -           | -           | 9      | 0      |        |
| Totale Cerro Porteño | Totale Cerro Porteño | Totale Cerro Porteño | 55         | 1          |                 | 0               | 0               |                    | 14                 | 0                  |             | 1           | 0           | 70     | 1      |        |
| Totale carriera      | Totale carriera      | Totale carriera      | 84         | 2          |                 | 0               | 0               |                    | 25                 | 1                  |             | 1           | 0           | 110    | 3      |        |

## Palmarès

### Club

#### Competizioni nazionali
- Campionato paraguaiano: 2

Cerro Porteño: 2020 (Apertura), 2021 (Clausura)